# Liste der Kulturgüter in Bercher
Die Liste der Kulturgüter in Bercher enthält alle Objekte in der Gemeinde Bercher im Kanton Waadt, die gemäss der Haager Konvention zum Schutz von Kulturgut bei bewaffneten Konflikten, dem Bundesgesetz vom 20. Juni 2014 über den Schutz der Kulturgüter bei bewaffneten Konflikten sowie der Verordnung vom 29. Oktober 2014 über den Schutz der Kulturgüter bei bewaffneten Konflikten unter Schutz stehen.
Objekte der Kategorie A sind im Gemeindegebiet nicht ausgewiesen, Objekte der Kategorie B sind vollständig in der Liste enthalten, Objekte der Kategorie C fehlen zurzeit (Stand: 13. Oktober 2021).

## Kulturgüter
| Foto |                                                     | Objekt                                                                                      | Kat. | Typ | Standort                              | Beschreibung |
| ---- | --------------------------------------------------- | ------------------------------------------------------------------------------------------- | ---- | --- | ------------------------------------- | ------------ |
| ja   | Datei hochladen · Wikidata zu Schloss (Q29890519)   | Schloss mit Bauernhaus und Brunnen / Château avec maison paysanne et fontaine KGS-Nr.: 5942 | B    | G   | Chemin de l’Église 10 544573 / 171985 |              |
| BW   | Datei hochladen · Wikidata zu Speicher (Q29890525)  | Speicher / Grenier KGS-Nr.: 5943                                                            | B    | G   | Près Humbert 543596 / 171580          |              |
| ja   | Datei hochladen · Wikidata zu (Q29890522)           | Reformierte Kirche Saint-Michel / Église réformée Saint-Michel KGS-Nr.: 14560               | B    | G   | Chemin de l’Église 8 544586 / 172016  |              |
| ja   | Datei hochladen · Wikidata zu Pfarrhaus (Q29890521) | Pfarrhaus und ehemaliges Ofenhaus / Cure et ancien four KGS-Nr.: 14561                      | B    | G   | Chemin de l’Église 13 544623 / 172027 |              |